# David Beattie
David Stuart Beattie (Sydney, 29 febbraio 1924 – Upper Hutt, 4 febbraio 2001) è stato un giudice e politico neozelandese.

## Biografia
Nato a Sydney, è stato cresciuto dalla madre a Takapuna. Studiò presso la Dilworth School a Auckland. Sposò Lady Norma Beattie.
Nel 1941, all'età di 17 anni, si arruolò nell'esercito durante la seconda guerra mondiale raggiungendo il grado di sergente, prima del trasferimento al Naval Volunteer Reserve come sottotenente di vascello.

## Carriera
Dopo la guerra, ha conseguito la laurea in giurisprudenza presso l'Università di Auckland, nel 1948, prima di aprire un suo studio legale. Nel 1969 Beattie venne nominato giudice della Corte Suprema, carica che mantenne fino al 1980.
Era coinvolto nella gestione dello sport, come presidente del Comitato Olimpico della Nuova Zelanda per 11 anni. È stato presidente della Olympic and Commonwealth Games Association nel 1989 ed è stato presidente della Sports Foundation per due volte. È stato anche patrono della Federazione rugby XV della Nuova Zelanda, della New Zealand Boxing Association, della New Zealand Squash Rackets Association e del comando della legione del Comando di Frontiera. Era un giocatore di golf, di tennis e un appassionato pescatore.
Fu nominato Governatore Generale dalla regina Elisabetta II su consiglio del suo primo ministro neozelandese Rob Muldoon (6 novembre 1980-10 novembre 1985).
Al culmine della visita a Springbok del 1981, Beattie incontrò una delegazione del Halt All Racist Tours. Beattie promise di discutere dei loro problemi con il primo ministro Rob Muldoon. Beattie fu ridicolizzato dai sostenitori del tour, e, di conseguenza, il primo ministro ha rifiutato di parlare con il governatore generale del suo incontro con HART.
Beattie provò ulteriori polemiche quando ha incontrato i manifestanti cercando di presentare una petizione alla Regina alle celebrazioni del Waitangi Day nel 1983, dopo  che il primo ministro aveva bloccato tutte le petizioni.
Mossa controversa finale di Beattie è stata quella di importare due vetture Mercedes-Benz, alla fine del suo mandato nel 1985. A quel tempo il governatore generale era esente da pagamento delle tasse e quindi esenti dal pagamento dei dazi sulle importazioni di automobili. Il beneficio fiscale per Beattie è stato di $ 85,000.00.
In seguito alla elezioni politiche del 1984, sorse una crisi politica. Muldoon si rifiutò di seguire le indicazioni del primo ministro entrante, David Lange, come gli era stato costituzionalmente richiesto di fare. A quel tempo, molti ritenevano che Muldoon eseguisse alle richieste di Lange. Si affermava che Beattie avesse suggerito agli alti esponenti del Partito nazionale che poteva licenziare Muldoon e nominare il suo vice, Jim McLay, come primo ministro prima del giuramento di David Lange. Tuttavia, tale azione si è rivelata inutile siccome il gabinetto di Muldoon minacciò di rimuoverlo.

## Morte
Morì il 4 febbraio 2001 a Upper Hutt.